# Rhitymna pinangensis
Rhitymna pinangensis là một loài nhện trong họ Sparassidae.
Loài này thuộc chi Rhitymna. Rhitymna pinangensis được Tord Tamerlan Teodor Thorell miêu tả năm 1891.